# Спасское (Биряковское сельское поселение)
Спасское — деревня в Сокольском районе Вологодской области.
Входит в состав Биряковского сельского поселения, с точки зрения административно-территориального деления — в Биряковский сельсовет. Расположена к югу от автодороги А123.
Расстояние по автодороге до районного центра Сокола — 101 км, до центра муниципального образования Бирякова — 1 км. Ближайшие населённые пункты — Попово, Кульсеево, Биряково, Денисково, Зуево.
По переписи 2002 года население — 12 человек.